# Rosemary Kennedy
Rosemary Kennedy, właśc. Rose Marie Kennedy (ur. 13 września 1918, Brookline, zm. 7 stycznia 2005, Fort Atkinson) – Amerykanka, trzecie spośród dziewięciorga dzieci Josepha i Rose Kennedych, siostra Johna F. Kennedy’ego.

## Życiorys
W wieku 23 lat poddana zabiegowi lobotomii, po czym umieszczona w zakładzie opiekuńczym. Na skutek operacji miała problemy z chodzeniem i mówieniem, testy na inteligencję wyraźnie wskazywały upośledzenie umysłowe. Jej ojciec utrzymywał w tajemnicy informacje o stanie jej zdrowia w obawie, że prawda o nim może zrujnować karierę polityczną jej braci oraz zburzyć obraz idealnej rodziny. Od 1949 r. do śmierci mieszkała na terenie szkoły specjalnej, w zbudowanym dla niej i dwóch pielęgniarek domku. Najbliższą dla niej osobą była siostra Eunice Kennedy, która jako jedyna regularnie ją odwiedzała.
Zmarła śmiercią naturalną 7 stycznia 2005 w szpitalu w Fort Atkinson w wieku 86 lat, otoczona rodziną – siostrami Jean, Eunice i Patricią oraz bratem Tedem. Została pochowana obok rodziców na cmentarzu Holyhood Cemetery w Brookline w stanie Massachusetts.